# Wilhelm Krauskopf

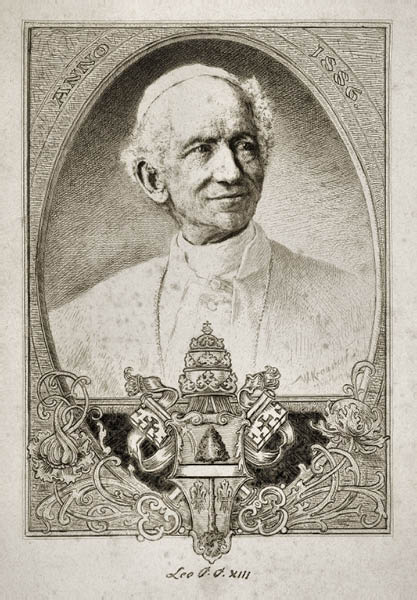
Porträt Papst Leo XIII.

Wilhelm Krauskopf (* 30. Juni 1847 in Zerbst; † 18. August 1921 in Illenau) war ein deutscher Radierer und Kunstpädagoge.
Krauskopf studierte Malerei in Dessau, Dresden und ab dem 4. Mai 1870 an der Königlichen Akademie der Künste in München bei Johann Leonhard Raab und nahm während des Studiums am Deutsch-Französischen Krieg teil. Von 1874 bis 1877 war Krauskopf im Kaiserlichem Deutschen Institut in Rom tätig, zog dann nach München zurück.
Danach war er an der Großherzoglich-Badischen Akademie der Künste in Karlsruhe ab 1892 als Lehrer und ab 1894 als Professor für Radierkunst und Kupferstich tätig. 1896 erhielt er auf der Internationalen Kunstausstellung in Berlin eine kleine Goldmedaille. 1899 trat er in den Ruhestand. In Karlsruhe war er Mitglied der Freimaurerloge Leopold zur Treue.
Wilhelm Krauskopf schuf zahlreiche Porträts und auch einige Landschaften als Radierungen nach eigenen Vorlagen sowie nach den Werken anderer Künstler, die u. a. im Verlag Breitkopf & Härtel erschienen.